# Lobatiriccardia athertonensis
Lobatiriccardia athertonensis là một loài rêu trong họ Aneuraceae. Loài này được Hewson Furuki mô tả khoa học đầu tiên năm 1991.